# Condado de Washington (Ohio)
O Condado de Washington é um dos 88 condados do estado americano de Ohio. A sede do condado é Marietta, e sua maior cidade é Marietta. O condado possui uma área de 1 658 km² (dos quais 5 km² estão cobertos por água), uma população de 63 251 habitantes, e uma densidade populacional de 38 hab/km² (segundo o censo nacional de 2000). O condado foi fundado em 1788. Foi o primeiro condado fundado no Estado. É nomeado em homenagem a George Washington.